# Kinnaström kraftverk
Luafel: bad argument #1 to 'getBestStatements' (string expected, got nil).
Kinnaströms kraftverk är ett vattenkraftverk i utkanten av Kinna, Sverige. Det använder vatten från Viskan. Verket byggdes 1952-1953 av Viskans Kraft AB för att förse den lokala textilindustrin med el..